# Myxobolus cerebralis
Myxobolus cerebralis é um animal microscópico parasita do filo Myxozoa que integra no seu ciclo de vida peixes salmoniformes, causando a chamada doença do corropio. A presença de M. cerebralis é um problema tanto na aquicultura de salmão e truta como nas populações selvagens. Este parasita foi detectado pela primeira vez na Alemanha no início do século XX, mas só na década de 1980 se descobriu que o M. cerebralis necessita de oligoquetas para completar o ciclo de vida. 